# Kumeikî
Kumeikî (în ucraineană Кумейки) este localitatea de reședință a comunei Kumeikî din raionul Cerkasî, regiunea Cerkasî, Ucraina.

## Demografie
Componența lingvistică a localității Kumeikî
     Ucraineană (97,45%)
     Rusă (2,55%)
Conform recensământului din 2001, majoritatea populației localității Kumeikî era vorbitoare de ucraineană (97,45%), existând în minoritate și vorbitori de rusă (2,55%).